# 更戍法
更戍法，又稱出戍法，北宋兵役制度。
北宋初年，宋太祖為防範禁軍叛變、將帥專兵，採納宰相趙普的建議，頒行禁軍更戍法，以禁軍分駐京師與外郡，內外輪換，定期回駐京師。據遠近不同，以一到三年為期，出戍京東、京西、河北、河東、陝西、江南、淮南、兩浙、荊湖、川峽、廣東等地戍軍，以三年為期輪換或返京。出戍邊遠地區的軍兵，以半年為期輪換。更戍軍冠以屯駐、駐泊、就糧等名目。
屯駐為正常更戍，大多派往內地州、府，屬當地方長官知州、知府管轄，帶有朝廷派駐地方治安部隊性質。更戍到邊防地區的禁軍則屬駐泊，具有朝廷派往邊境地區的邊防軍性質。執行屯駐和駐泊任務的禁軍，更戍期間，家屬不得隨行，期滿得回原駐地。
朝廷臨時任命戍軍統兵將官，造成「兵無常帥，帥無常師」，易於控制。此法雖然避免將領將軍隊作為自己的私人武力，卻大為削弱了將領和士兵的默契，導致兵將在戰場上疏於配合，影響軍隊戰鬥力。宋神宗熙寧七年時，罷廢更戍法改置將法。